# Atanas Zaprianov
Atanas Zaprianov, né le 16 avril 1950 à Dragoïnovo (en) (république populaire de Bulgarie) est un militaire et homme politique bulgare. Il est ministre de la Défense à partir du 9 avril 2024 au sein des gouvernements Glavtchev I, Glavtchev II et Jeliazkov.

## Biographie

### Jeunesse et études
Atanas Zaprianov naît le 16 avril 1950 à Dragoïnovo (en), dans la région de Plovdiv, alors en république populaire de Bulgarie. Il est diplômé de la Haute école mécanique et technique de Plovdiv, puis suit une formation d'officier, en Russie et en Bulgarie (notamment à l'Université militaire nationale Vassil-Levski). Il se spécialise comme ingénieur des communications.

### Carrière militaire
Il grimpe dans la hiérarchie et est rattaché à l'état-major général des forces armées bulgares. Il étudie au début des années 2000 à Washington puis au Collège de défense de l'OTAN, avant de commander le Collège national de défense bulgare. De 2003 à 2006, Atanas Zaprianov est chef adjoint d'état-major pour la gestion des ressources, avant d'occuper des postes de représentation auprès de l'OTAN et de l'Union européenne. Il devient ensuite conseiller du ministre de la Défense, jusqu'en 2013, puis en 2015 et 2016.  

### Carrière politique
Après avoir été ministre adjoint de la Défense au sein du gouvernement Denkov, il est nommé ministre, titulaire du portefeuille de la Défense, le 9 avril 2024. Il intègre le premier gouvernement Glavtchev, puis le second, tous deux jouant le rôle de gouvernement intérimaire en attendant la formation d'une coalition de gouvernement plus solide. Finalement, il est confirmé à son poste de ministre de la Défense au sein du gouvernement Jeliazkov de Rossen Jeliazkov, le 16 janvier 2025.  
En mars 2025, il annonce la commande par la Bulgarie de plusieurs obusiers CAESAR français de 155 mm pour renouveler l'artillerie de l'armée bulgare, vieillissante.  
Il est politiquement indépendant.  